# Thomas Allofs
Thomas Allofs (Düsseldorf, 17 de noviembre de 1959) fue un jugador de fútbol profesional alemán que jugaba en la demarcación de delantero.

## Biografía
Thomas Allofs debutó como futbolista profesional en 1978 a los 19 años de edad con el Fortuna Düsseldorf. Jugó durante cuatro temporadasen el club, habiendo jugado 144 partidos y marcado 51 goles. Además consiguió la Copa de Alemania en dos ocasiones. En la Recopa de Europa de fútbol de 1979 llegó a la final con el club, aunque cayó derrotado contra el FC Barcelona por 4-3. En 1982 fue traspasado al 1. FC Kaiserslautern, donde permaneció otras cuatro temporadas. También jugó para el FC Colonia, con quien fue el máximo goleador de la Bundesliga en 1989 con 17 goles. Al finalizar dicha temporada fue traspasado al Racing Estrasburgo francés antes de volver al Fortuna Düsseldorf en 1990. Finalmente, dos temporadas después, Thomas Allofs se retiró como futbolista.

## Selección nacional
Thomas Allofs fue convocado por la selección de fútbol de Alemania Occidental en varias ocasiones, siendo la primera para jugar la Copa Mundial de Fútbol de 1982. Aunque tan sólo jugó en dos ocasiones. Hizo su debut con la selección en 1985 contra Portugal en un partido de clasificación para la Copa Mundial de Fútbol de 1986.

## Clubes
| Club                 | País                | Año       | Partidos | Goles |
| -------------------- | ------------------- | --------- | -------- | ----- |
| Fortuna Düsseldorf   | Alemania Occidental | 1978-1982 | 144      | 51    |
| 1. FC Kaiserslautern | Alemania Occidental | 1982-1986 | 144      | 66    |
| FC Colonia           | Alemania Occidental | 1986-1989 | 82       | 37    |
| Racing Estrasburgo   | Francia             | 1989-1990 | 11       | 2     |
| Fortuna Düsseldorf   | Alemania            | 1990-1992 | 73       | 24    |

## Palmarés

### Campeonatos nacionales
| Título           | Club               | País                | Año  |
| ---------------- | ------------------ | ------------------- | ---- |
| Copa de Alemania | Fortuna Düsseldorf | Alemania Occidental | 1979 |
| Copa de Alemania | Fortuna Düsseldorf | Alemania Occidental | 1980 |